# Aleksandr Nedovésov
Aleksandr Nedovésov (también escrito Aleksandr Nedovyesov; nacido en Alushta, Ucrania el 15 de febrero de 1987) es un tenista profesional. Su nombre original era Oleksandr pero en 2013 se cambió el nombre al actual y se nacionalizó kazajo.

## Carrera
Comenzó a jugar tenis a los ocho años. Habla ucraniano, ruso e inglés. Su superficie favorita es la arcilla y su golpe favorito el servicio. Su ídolo de niño fue Marat Safin.
Ha logrado hasta el momento 9 títulos de la categoría ATP Challenger Tour, tres de ellos en la modalidad de individuales y los seis restantes en dobles.

### Copa Davis
Desde el año 2005 hasta el 2013 fue participante del Equipo de Copa Davis de Ucrania. Tiene en esta competición un récord total de partidos ganados/perdidos de 0/1 (0/1 en individuales y 0/0 en dobles).

### 2013
En este momento el tenista n.º 2 de Ucrania,(detrás del n.º 57 Aleksandr Dolgopólov) terminó en el Top 100 por primera vez en su carrera por subir más de 100 posiciones en el ranking con un récord anual de partidos ganados-perdidos de 43-21 sobre todo en torneos challengers. Ganó tres títulos de esta categoría (el Challenger de Praga derrotando al español Javier Martí en la final, el Challenger de Szczecin derrotando al también español Pere Riba en la final y el Challenger de Kazan-2 derrotando al kazajo Andréi Golúbev en la final). Hizo su debut en un torneo ATP World Tour como clasificado en el Torneo de Moscú (pierde ante Andréi Golúbev).

### 2014
El 5 de febrero, se retiró con una lesión del hombro derecho cuando iban 4-4 en el tercer set contra Jarkko Nieminen, partido correspondiente a la primera ronda del Torneo de Montpellier.

## Títulos ATP (3; 0+3)

### Dobles (3)
| Leyenda                         |
| Grand Slam (0)                  |
| ATP Wourld Tour Finals (0)      |
| ATP Masters 1000 World Tour (0) |
| ATP World Tour 500 series (0)   |
| ATP World Tour 250 series (3)   |

| N.º | Fecha                   | Torneo  | Superficie    | Pareja          | Oponentes en la final         | Resultado         |
| --- | ----------------------- | ------- | ------------- | --------------- | ----------------------------- | ----------------- |
| 1.  | 23 de julio de 2023     | Bastad  | Tierra batida | Gonzalo Escobar | Francisco Cabral Rafael Matos | 6-2, 6-2          |
| 2.  | 11 de noviembre de 2023 | Sofía   | Dura (i)      | Gonzalo Escobar | Julian Cash Nikola Mektić     | 6-3, 3-6, [13-11] |
| 3.  | 7 de abril de 2024      | Estoril | Tierra batida | Gonzalo Escobar | Sadio Doumbia Fabien Reboul   | 7-5, 6-2          |

#### Finalista (7)
| N.º | Fecha                 | Torneo           | Superficie    | Pareja               | Oponentes en la final             | Resultado           |
| --- | --------------------- | ---------------- | ------------- | -------------------- | --------------------------------- | ------------------- |
| 1.  | 9 de enero de 2022    | Melbourne        | Dura          | Aisam-ul-Haq Qureshi | Wesley Koolhof Neal Skupski       | 4-6, 4-6            |
| 2.  | 20 de febrero de 2022 | Delray Beach     | Dura          | Aisam-ul-Haq Qureshi | Marcelo Arévalo Jean-Julien Rojer | 2-6, 7-6(5), [4-10] |
| 3.  | 22 de abril de 2023   | Bania Luka       | Tierra batida | Francisco Cabral     | Jamie Murray Michael Venus        | 5-7, 2-6            |
| 4.  | 17 de junio de 2023   | 's-Hertogenbosch | Hierba        | Gonzalo Escobar      | Wesley Koolhof Neal Skupski       | 6-7(1), 2-6         |
| 5.  | 5 de agosto de 2023   | Kitzbühel        | Tierra batida | Gonzalo Escobar      | Alexander Erler Lucas Miedler     | 4-6, 4-6            |
| 6.  | 25 de febrero de 2024 | Los Cabos        | Dura          | Gonzalo Escobar      | Max Purcell Jordan Thompson       | 5-7, 6-7(2)         |
| 7.  | 20 de octubre de 2024 | Amberes          | Dura (i)      | Robert Galloway      | Alexander Erler Lucas Miedler     | 4-6, 6-1, [8-10]    |

## Títulos; 27 (3 + 24)
| Leyenda             | Individuales | Dobles |
| ------------------- | ------------ | ------ |
| ATP Challenger Tour | 3            | 24     |

### Individuales
| N.º | Fecha      | Torneo                 | Superficie    | Rival en la final | Resultado |
| --- | ---------- | ---------------------- | ------------- | ----------------- | --------- |
| 1.  | 16.06.2013 | Challenger de Praga    | Tierra batida | Javier Martí      | 6–0, 6–1  |
| 2.  | 22.09.2013 | Challenger de Szczecin | Tierra batida | Pere Riba         | 6–2, 7–5  |
| 3.  | 27.10.2013 | Challenger de Kazan    | Dura (indoor) | Andrey Golubev    | 6–4, 6–1  |

### Dobles
| N.º | Fecha      | Torneo                       | Superficie    | Pareja                  | Rivales                                       | Resultado           |
| --- | ---------- | ---------------------------- | ------------- | ----------------------- | --------------------------------------------- | ------------------- |
| 1.  | 10.09.2006 | Challenger de Donetsk        | Dura          | Aleksandr Yarmola       | Aleksandr Aksyonov Vladyslav Klymenko         | 6–4, 6–2            |
| 2.  | 12.08.2012 | Challenger de Samarcanda (1) | Dura          | Ivan Sergeyev           | Divij Sharan Vishnu Vardhan                   | 6–4, 7–61           |
| 3.  | 19.05.2013 | Challenger de Samarcanda (2) | Dura          | Farruj Dustov           | Radu Albot Jordan Kerr                        | 6–1, 7–67           |
| 4.  | 08.09.2013 | Challenger de Brasov         | Tierra        | Jaroslav Pospíšil       | Teodor-Dacian Crăciun Petru-Alexandru Luncanu | 6–3, 6-1            |
| 5.  | 18.10.2014 | Challenger de Indore         | Dura          | Adrián Menéndez         | Yuki Bhambri Divij Sharan                     | 2-6, 6-4, 10-3      |
| 6.  | 11.01.2015 | Challenger de Happy Valley   | Dura          | Andrey Kuznetsov        | Alex Bolt Andrew Whittington                  | 7-5, 6-4            |
| 7.  | 15.03.2015 | Challenger de Guangzhou      | Dura          | Daniel Muñoz de la Nava | Fabrice Martin Purav Raja                     | 6–2, 7–5            |
| 8.  | 20.09.2015 | Challenger de Estambul       | Dura          | Andrey Kuznetsov        | Aleksandre Metreveli Anton Zaitcev            | 6–2, 5–7, [10–8]    |
| 9.  | 26.11.2016 | Challenger de Astana         | Dura          | Timur Khabibulin        | Mikhail Elgin Denis Istomin                   | 7–6(7), 6–2         |
| 10. | 07.10.2017 | Challenger de Almaty         | Tierra batida | Timur Khabibulin        | Iván Gájov Nino Serdarušić                    | 1–6, 6–3, [10–3]    |
| 11. | 21.06.2019 | Challenger de Astana         | Dura          | Andrey Golubev          | Chung Yun-seong Nam Ji-sung                   | 6–4, 6–4            |
| 12. | 15.09.2019 | Challenger de Estambul       | Dura          | Andrey Golubev          | Marek Gengel Lukáš Rosol                      | walkover            |
| 13. | 18.01.2020 | Challenger de Bangkok        | Dura          | Andrey Golubev          | Sanchai Ratiwatana Christopher Rungkat        | 3–6, 7–6(1), [10–5] |
| 14. | 02.02.2020 | Challenger de Quimper        | Dura          | Andrey Golubev          | Ivan Sabanov Matej Sabanov                    | 6–4, 6–2            |
| 15. | 22.11.2020 | Challenger de Orlando        | Dura          | Andrey Golubev          | Mitchell Krueger Jackson Withrow              | 7–5, 6–4            |
| 16. | 31.01.2021 | Challenger de Antalya        | Dura          | Denys Molchanov         | Luis David Martínez David Vega Hernández      | 3–6, 6–4, [18–16]   |
| 17. | 07.02.2021 | Challenger de Antalya II     | Dura          | Denys Molchanov         | Robert Galloway                               | 6–4, 7–6(2)         |
| 18. | 01.03.2021 | Challenger de Nur-Sultan     | Dura          | Denys Molchanov         | Max Schnur Nathan Pasha                       | 6–4, 6–4            |
| 19. | 11.04.2021 | Challenger de Split          | Tierra batida | Andrey Golubev          | Robert Galloway                               | 7–5, 6–7(5), [10–5] |
| 20. | 13.06.2021 | Challenger de Bratislava     | Tierra batida | Denys Molchanov         | Sander Arends Luis David Martínez             | 7–6(5), 6–1         |
| 21. | 18.06.2021 | Challenger de Prostějov      | Tierra batida | Gonçalo Oliveira        | Roman Jebavý Zdeněk Kolář                     | 1–6, 7–6(5), [10–6] |
| 22. | 12.09.2021 | Challenger de Kiev           | Tierra batida | Orlando Luz             | Denys Molchanov Sergiy Stakhovsky             | 6–4, 6–4            |
| 23. | 12.11.2022 | Challenger de Bratislava II  | Dura (i)      | Denys Molchanov         | Petr Nouza Andrew Paulson                     | 4–6, 6–4, [10–6]    |
| 24. | 23.06.2023 | Challenger de Ilkley         | Césped        | Gonzalo Escobar         | Robert Galloway John-Patrick Smith            | 2–6, 7–5, [11–9]    |

## Clasificación en torneos del Grand Slam
| Torneo          | 2010 | 2011 | 2012 | 2013 | 2014 | Títulos |
| --------------- | ---- | ---- | ---- | ---- | ---- | ------- |
| Australian Open |      |      |      |      | -    | 0       |
| Roland Garros   |      |      |      |      | 2R   | 0       |
| Wimbledon       |      |      |      |      |      | 0       |
| US Open         |      |      |      |      |      | 0       |